# Achaearanea maricaoensis
Achaearanea maricaoensis là một loài nhện trong họ Theridiidae.
Loài này thuộc chi Achaearanea. Achaearanea maricaoensis được Elizabeth Bangs Bryant miêu tả năm 1942.